# Tsimane'
Els tsimane' son un grup ètnic conegut per diversos noms com son: Achumano, Chamano, Chimanes, Chimanis, Chimanisa, Chimnisin, Chumano, Nawazi-Moñthi, i la gent Ramano. El tsimané forma part de la família lingüística Arawak, igual que el mosetén tots dos pertanyen a la classificació mosetenan. A més de l’ idioma autòcton s’utilitza l'espanyol.
Els tsimane’ son un grup indígena de Bolivia que viuen als municipis de San Borja, San Ignacio de Moxos, Rurrenabaque, i Santa Ana de Yacuma en el departament de Beni. Segons el cens de l’any 2013 del Gran Consell Tsimane’, hi ha 14218 tsimane en total.

## Història
L’ origen del grup tsimane’-moseten es troba als Andes, des d’on emigraren a l'Amazònia a l'època prehispànica. Un sacerdot franciscà anomenat Gregorio de Bolívar va donar en 1621 la primera referència coneguda dels tsimane’ citat a les cròniques amb el nom de churimanas. En 1693 els jesuïtes varen formar la reducció de Sant Francesc de Borja, després de la seva expulsió la missió va ser abandonada fins a 1780 data en es va restablir, però la mala gestió i l'explotació dels indígenes va donar lloc a un segon abandonament. Els tsimane’ varen mantenir la seva autonomia i forma d’ ocupació de la terra relativament intactes fins a la dècada de 1950, més tard, l’ any 1970 amb la construcció d’una carretera va propiciar l’ arribada de més colons i fusters, empitjorant la seva situació. A partir de la revolució nacional de 1952, el departament de Beni va ser objecte de diverses polítiques orientades a ampliar la frontera agropecuària i extractiva a les terres baixes del Orient bolivià. L’ any 1953 es va fundar la missió de Fàtima de Caracara a mans dels missioners evangelistes nortamericans de la Missió Noves Tribus, l’ any 1984 varen establir una ràdio amb programes d'adoctrinament que va produir un canvi a la cultura dels tsimane’, ja que varen abandonar pràctiques tradicionals com la poligàmia, la curació amb plantes, etc. Els tsimane’ no començaren a participar en la política nacional fins l’ any 1987, quan va ser fundada la Central de Cabildos Indígenas Moxeños, predecessora de la Central de Pobles Indígenes del Beni (CPIB). L’ any 1989, Dino Kempf, va crear la primera organització política tsimane’, el Gran Consell Tsimane’ (GCT). Les demandes territorials per part del GCT, les quals varen estar enormement impulsades per la “Marxa pel Territori i la Dignitat”, organitzada pel CPIB en 1990 que varen donar lloc al reconeixement per part del govern bolivià de part del territori habitat pels tsimane’. A 1991 es va fundar una segona organització política tsimane’ el Consell Regional Tsimane’- Mosetene (CRTM). Les accions d’aquesta organització varen aconseguir, l’ any 1992, un decret en el qual es va declarar el Territori Tsimane’-Mosetene en una zona que cobria unes 400.000 hectàrees.

## Sistema econòmic antic i actual
El poble tsimane’ ha experimentat un procés de canvi de l'agricultura de subsistència a una agricultura de mercat combinat amb el treball assalariat ocasional. Històricament els tsimane’ es dedicaven a la caça, la pesca i recol·lecció de plantes silvestres, per molts ha estat -i encara per alguns hi continua sent- la base de la seva economia. Els productes que s’extreuen del bosc es destinen majoritàriament al consum familiar, però una part d'aquests recursos també formen part de una font d'ingrés monetari. Actualment, es combinen les activitats de subsistència amb la comercialització de productes forestals no-maderables (en major mesura l’arròs i el blat).
Divisió del treball: La caça, la tala d’arbres i altres tasques pesades om per exemple, la construcció de canoes i elevar pals de la casa, son realitzades pels homes. Les dones preparen el menjar, tenen cura dels nens, mantenen els camps nets i s’encarreguen de la collita dels cultius. La pesca individual amb arpons, arcs i fletxes és una activitat masculina, però les dones prenen part en la pesca amb barbasco.

## Organització social i política

### Organització política
Com a conseqüència de les injustícies dutes a terme per part dels colons i els fusters i d'altres, els tsimane’ varen crear una organització nacional i internacionals. Així es va fundar l’any 1989 -amb el suport de la missió Noves Tribus- es va fundar el “Gran Consell Tsimane’”. El 1991 es va fundar una segona organització política tsimane’ el “Consell Regional Tsimane’-Mosetene”.

### Organització social
Tradicionalment presenten una societat igualitària entre els dos sexes. En els assentaments tsimane’, la majoria d’ ells estan estructurats en famílies extenses. No existeix una estratificació social, i els tsimane’ no reconeixen caps. En els assentaments aïllats, els adults d'ambdós sexes son els encarregats de fer complir el comportament correcte dels membres del grup. Encara que l’autoritat formal no és una norma cultural, hi ha alguns homes i dones vells, anomenats konkaziki, que degut a la seva experiència personal, se’ls presta més atenció. Les decisions polítiques es prenen a través del consens. Els tsimane’ continuen rebutjant els intents dels missioners per instal·lar els mestres com “líders”.

## Cosmologia, sistema de creences
La societat humana és una imatge com un mirall del món dels animals i les plantes, i la relació simbòlica que existeix entre ells. Coexisteixen dos mons diferents: el món real i el món sobrenatural. Molts dels fets de la vida tsimane’ (salut,mort, èxit o fracàs a la caça i la pesca, etc.) es fonamenten a les creences atribuïdes a fenòmens sobrenaturals. Els cocojsi’ (xamans) tenen un paper molt important com mediador dels dos mons, tenia el paper de dirigir, vigilar i harmonitzar les pràctiques culturals i de subsistència a fi de controlar les interferències de relació social entre els tsimane’ i els essers sobrenaturals per mantenir una convivència pacífica. Amb l’ajuda d'un narcòtic, el roboduy, el suc del tabac i per cantar i tocar el tambor, el xaman arriba a un estat d’èxtasis, així és capaç de transportar-se ell mateix a un plànol extraterrestre per cridar als esperits per visitar amb ells als participants.
La cosmovisió tsimane’ percep el món amb tres plànols diferents: el món de sota, el món de dalt i un altre món entre aquests dos. En aquest món d’ enmig on Dojity i Micha, herois culturals per excel·lència a la cosmovisió tsimane’, varen donar origen a la vida humana. Els esperits són percebuts com a amos i protectors del bosc, els animals i els peixos, el que permet desenvolupar un sistema cultural d'equilibri. El mite de Ococoriyo (au) dona compta d’un espai celestial, el mite shajbe (pejichi) es refereix a l'espai ubicat en el món subterrani, i el mite dels germans Dojity i Micha varen utilitzar els seus poders per crear el món natural.
Per tant, la vida quotidiana dels tsimane’, així com el seu sistema productiu estan basats en la idea que la relació humà-no humà està governada tant per poders naturals com sobrenaturals.

## Relacions interètniques
Els tsimane’ varen viure relativament aïllats fins a la segona meitat del segle xx. Durant el segle xvii, els tsimane’ abandonaren molts dels seus assentaments tradicionals per evitar el contacte amb els europeus i els varen anar a zones més aïllades. Va ser només a la dècada de 1950 quan alguns tsimane’ començaren a integrar-se a l'economia de Bolívia. L’any 1970 amb l’ obertura de una carretera a la zona, va suposar l’ arribada de colons i fusters i va donar lloc a la fi del parcial aïllament del qual disposava el grup.

## Situació actual respecte a l'Estat Nacional i les instàncies internacionals
L’ any 2009 es va crear una nova Constitució que atorgava més autonomia als pobles indígenes. Amb l’ arribada de Evo Morales, el primer president de Bolívia indígena l’ any 2010, es varen dur a terme moltes reformes que han concebut als pobles indígenes molta més independència, com per exemple varen passar de “Terres Comunitàries de Origen” a “Territoris Indígenes Originals Camperols” on es varen reconèixer com territoris de propietat comunal pertanyents a comunitats indígenes i camperols, i que no necessàriament coincideixen amb els límits d’unes altres unitats administratives. Tot i així actualment continua havent-hi una problemàtica pel que fa als abusos que cometen els colons i els fusters.